# Banii vorbesc (album)
Banii vorbesc este al cincilea album al formației Holograf, apărut în anul 1991 la casa de discuri Electrecord. După înregistrarea la Londra a unui single în limba engleză în vara lui 1990, membrii formației se întorc în România, iar chitaristul Nuțu Olteanu părăsește grupul și se stabilește în Suedia. Locul său este luat de Florin Ochescu, muzician cu experiență, fost coleg cu Olteanu în Iris (cu care a înregistrat primul album Iris) și component în câteva grupuri rock cunoscute în anii '70 și '80: Curtea Veche nr. 43, Roșu și Negru, Monolit, Sfinx. Împreună cu Ochescu, membrii Holograf intră în studiourile Tomis ale Electrecordului și imprimă în perioada iunie–septembrie 1991 materialul discului Banii vorbesc. Albumul este editat inițial pe casetă audio, fiind lansat la finalul lui 1991. Ulterior, la mijlocul anului următor, apare pe piață și varianta pe disc de vinil (care nu include piesa „Stai” – cunoscută și ca „Ești tot ce mai am”).
Cântecul care dă numele albumului și care a devenit unul din marile hituri Holograf a fost compus de Florin Ochescu pe versurile lui Iulian Vrabete. Toate melodiile de pe disc (cu excepția baladei „Așa de singur”) au și variante în limba engleză, imprimate în aceeași perioadă și publicate în 1993 pe albumul World Full of Lies. De fapt, piesele au fost gândite întâi în engleză pentru un album planificat în Anglia – proiect ce nu s-a mai concretizat – abia apoi fiind făcute textele în română.

## Lista pieselor
1. Mafia
2. Femeie, tu
3. Spune pe bune
4. Așa de singur
5. Unde ești?
6. Via Istanbul
7. Banii vorbesc
8. Rază de lumină
9. Stai (apare doar pe casetă audio)

Muzică și versuri: Holograf

## Personal
- Dan Bittman – solist vocal
- Florin Ochescu – chitară
- Iulian Vrabete – chitară bas, voce
- Tino Furtună – claviaturi, voce
- Edi Petroșel – baterie

Înregistrări muzicale și mixaje efectuate în studioul Tomis–Electrecord, București, iunie–septembrie 1991. Maestru de sunet: Theodor Negrescu. Redactor muzical: Romeo Vanica. Postprocesare: Gheorghe Grosaru. Transpunere: Ion Frățilă. Fotografie: Dan Atănăsoaie, Cristina Vlas. Grafică: Holograf. Management: Aurel Mitran.

## Legături externe
- Albumul Banii vorbesc pe YouTube
- Albumul Banii vorbesc Arhivat în 28 mai 2023, la Wayback Machine. pe Deezer